# Anurophorus cinereus
Anurophorus cinereus är en urinsektsart som beskrevs av Potapov 1997. Anurophorus cinereus ingår i släktet Anurophorus och familjen Isotomidae. Inga underarter finns listade i Catalogue of Life.